# Harry Hays (homme politique)
Pour les articles homonymes, voir Harry Hays et Hays.
Harry William Hays (25 décembre 1909-4 mai 1982) est un homme politique canadien de l'Alberta. Il est député fédéral libéral de la circonscription albertaine de Calgary-Sud de 1963 à 1965. Il est ministre dans le cabinet du premier ministre Lester Pearson.
Il est également le 27e maire de Calgary de 1959 à 1963.

## Biographie

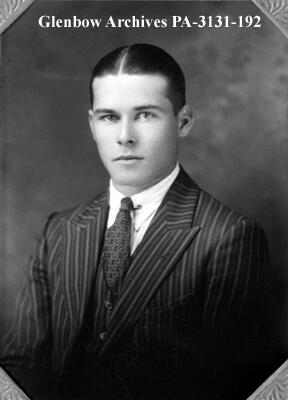
Harry Hays en 1930.

Né à Carstairs en Alberta, Hays travaille dans le domaine de l'agriculture et est actionnaire dans un ranch. Il travailleur également comme diffuseur radio et est membre et président de la Alberta Poultry Breeders' Association. Il sert aussi comme président de la Alberta Holstein Breeders' Association et dirige la Canadian Swine Breeders pendant la Seconde Guerre mondiale alors qu'il initie une campagne de bacon for Britain. Durant les années 1950, il est pionnier dans l'exportation de bestiaux par avion afin que développer une industrie et des nouveaux marchés au Mexique et au Royaume-Uni. Il est également l'éleveur et créateur de la race bovine Hays converter,.
Hays est aussi considéré comme l'initiateur de la tradition du déjeuner au gaufre durant le Stampede de Calgary.
En 1934, il épouse Muriel Biglund avec qui il à un fils. Daniel Hays devient membre du Sénat du Canada en 1984 et sert comme Leader de l'opposition au Sénat.

## Carrière politique

### Maire de Calgary
Hays ne s'implique pas en politique avant 1959, moment où plusieurs collègues hommes d'affaires sont inquiet de la situation financière de la ville qui est aux prises avec une dette en forte croissance.
Élu maire de Calgary contre le maire sortant Donald Hugh Mackay (en) en 1959, il bénéficie de la publication du rapport Turcotte qui détermine que Mackay aurait utilisé de façon injustifiée sa position de maire pour des intérêts personnels,. Hays est réélu en 1961, mais démissionne en 1963 et est remplacé par Grant MacEwan.
Durant son passage à la mairie, Hays gagne rapidement la confiance du conseil et permet de diminuer la dette de la ville. Hays met également de la pression sur le Canadien Pacifique pour le peut d'intérêt dans le développement du centre-ville et engage Rod Sykes (en) afin de trouver une solution avec la mairie. Il permet également l'essor de l'Aéroport municipal de Calgary et faisant des pressions sur Transports Canada et le ministre des Transports George Harris Hees, afin que l'aéroport acquiert un statut international.

### Politique fédérale

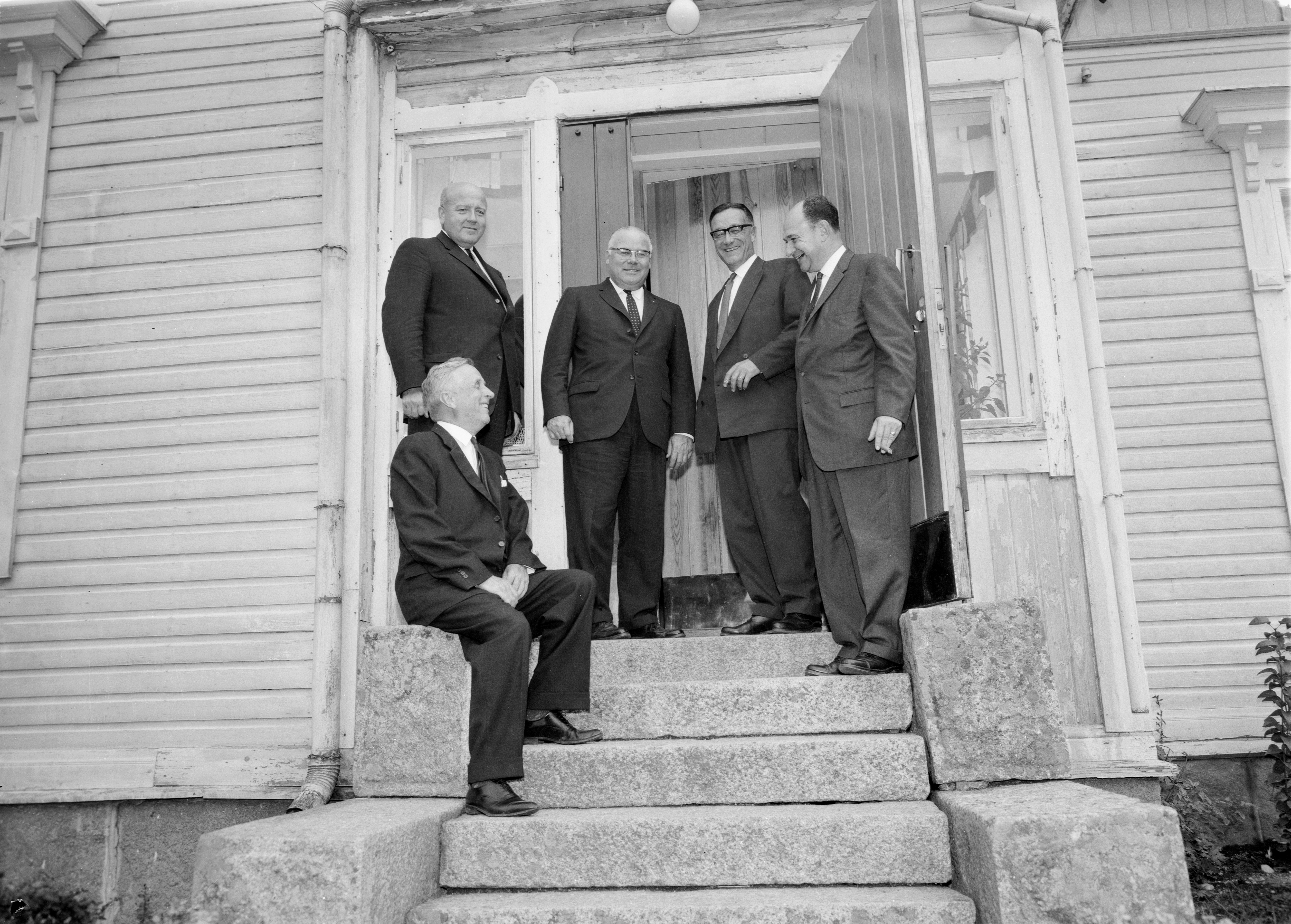
Harry Hays (troisième à partir de la droite, lors d'une visite en Finlande en 1963

Recruté par Lester Pearson pour se présenter pour les Libéraux dans Calgary-Sud en 1963, Hays défait le député sortant et futur maire de Calgary, Jack Leslie (en). Hays est alors le seul libéral élu en Alberta et entre au cabinet au poste de ministre de l'Agriculture.
D'origines modestes et avec peu d'éducation, Hays s'avère populaire dans sa manière de vivre et parlant avec une faible grammaire conjuguée avec beaucoup d'expression colorées.
Défait par le conseiller municipal de Calgary, Ray Ballard (en), en 1965, Hays est nommé au Sénat du Canada en 1966. Au Sénat, il est vice-président des sur les comités permanent concernant la Constitution du Canada et conseiller sur le comité de la Charte canadienne des droits et libertés.
Il meurt lors d'une opération cardiaque en 1982.

## Archives
Le fonds Harry Hays est disponible à Bibliothèque et Archives Canada.